# Guéhébert
Guéhébert é uma comuna francesa na região administrativa da Normandia, no departamento Mancha. Estende-se por uma área de 6,35 km². Em 2010 a comuna tinha 115 habitantes (densidade: 18,1 hab./km²).